# ミラクル・アドベンチャー/カザーン
『ミラクル・アドベンチャー/カザーン』（原題：Kazaam）は、1996年に公開されたアメリカ映画。主演は、バスケットボール選手のシャキール・オニール。日本では劇場未公開。

## キャスト
| 役名             | 俳優                   | 日本語吹替 |
| ---------------- | ---------------------- | ---------- |
| カザーン         | シャキール・オニール   | 江原正士   |
| マックス・コナー | フランシス・キャプラ   | 近藤玲子   |
| アリス・コナー   | アリー・ウォーカー     | 相沢恵子   |
| ニック           | ジェームズ・アシュソン | 家中宏     |
| トラヴィス       | ジョン・コステロー     | 大滝寛     |
| マリク           | マーシャル・マネシュ   | 佐々木梅治 |
| エイジア・ムーン | フォウン・リード       | 津田真澄   |
| 公爵夫人         | ジョーアン・ハート     | 火野カチ子 |

## スタッフ
- 監督：ポール・マイケル・グレイザー
- 製作：ボブ・エンゲルマン、ポール・マイケル・グレイザー、スコット・クルーフ
- 脚本：クリスチャン・フォード、ロジャー・ソファー
- 撮影：チャールズ・ミンスキー
- 音楽：クリストファー・ティン
- 編集：トム・マクマートリー、マイケル・E・ポラコウ